# Tsukasa Hōjō
Tsukasa Hōjō (北条司 Hōjō Tsukasa?) (nacido el 5 de marzo de 1959 en Kitakyushu, Prefectura de Fukuoka) es un mangaka japonés reconocido por crear la serie City Hunter, entre otras obras como Cat's Eye y Angel Heart.
Su estilo se caracteriza por alejarse del manga convencional, con personajes más cercanos a la realidad, asemejándose a otros mangakas como Jirō Taniguchi, que emplean un dibujo más cercano al estilo europeo.
Fue el mentor de Takehiko Inoue, creador de Slam Dunk y Vagabond, que fue su asistente en la producción de City Hunter.

## Biografía
En 1977, se matriculó en la Universidad Kyūshū Sangyō Daigaku donde estudió arte y diseño graduándose en 1981. 
En 1979, aun siendo un estudiante, participó en el premio Osamu Tezuka con Space Angel quedando en segundo lugar. Con esta obra corta de 31 páginas se le abren las puertas a la editorial Shūeisha, convirtiéndose en dibujante profesional. 
En 1980 realiza Ore Wa Otoko Da! (¡Yo soy un hombre!), el cual fue su primera obra como mangaka profesional publicada en la revista Shonen Jump, una historia corta de 31 páginas al igual que su anterior trabajo. 
Al año siguiente publica Third Deka y a la vez el manga Cat's Eye, su primer trabajo de larga duración, de gran éxito en Japón y fuera de Japón, el cual se prolongó hasta el año 1985. Dicha obra fue además su primer trabajo llevado al formato anime.
En 1983, Tsukasa Hojo publica en la revista Shonen Jump City Hunter XYZ y en 1984 en la revista Fresh Jump City Hunter-Double Edge, capítulos pilotos que dieron lugar a su obra más famosa City Hunter, publicado en 1985 y que finalizaría en 1991. 
Mientras trabajaba en City Hunter publicó Neko Mamma Okawari (1986), Splash (1987), Tenshi No Okurimono (1988) y Taxi Driver (1990), todas historias cortas.
En 1993 publicó Sakura No Hana Saku Koro, en 1994 Komorebi No Motode y en 1995 Rash!
En 1996 comenzó F. Compo (Family Compo), su tercera obra de larga duración que se mantuvo en publicación hasta el año 2000.
En 2000 edita Parrot un libro que contiene cinco historias cortas a todo color.
En 2001 comienza Angel Heart, un manga que comparte personajes con City Hunter, pero en una realidad paralela.

## Obras

### Mangas
- Space Angel (1979)
- Ore Wa Otoko Da! (1980)
- Third Deka (1981)
- Cat's Eye (1980-1985)
- City Hunter XYZ (1983)
- City Hunter-Double Edge (1984)
- City Hunter (1985-1991)
- Neko Mamma Okawari (1986)
- Splash (1987)
- Thenshi No Okurimono (1988)
- Taxi Driver (1990)
- Sakura No Hana Saku Koro (1993)
- Komorebi No Motode (1994)
- Rash (1995)
- F. Compo (1996-2000)
- Parrot (2000)
- Angel Heart (2001-2010)
- Angel Heart 2nd Season (2010-2017)

### Libros de ilustraciones
- Tsukasa Hojo - Special Illustrations (1991)
- Hojo Tsukasa - 20th Anniversary Illustrations (2000)
- Hojo Tsukasa - 25th Anniversary Illustrations (2005)